# Aprikosenkernöl

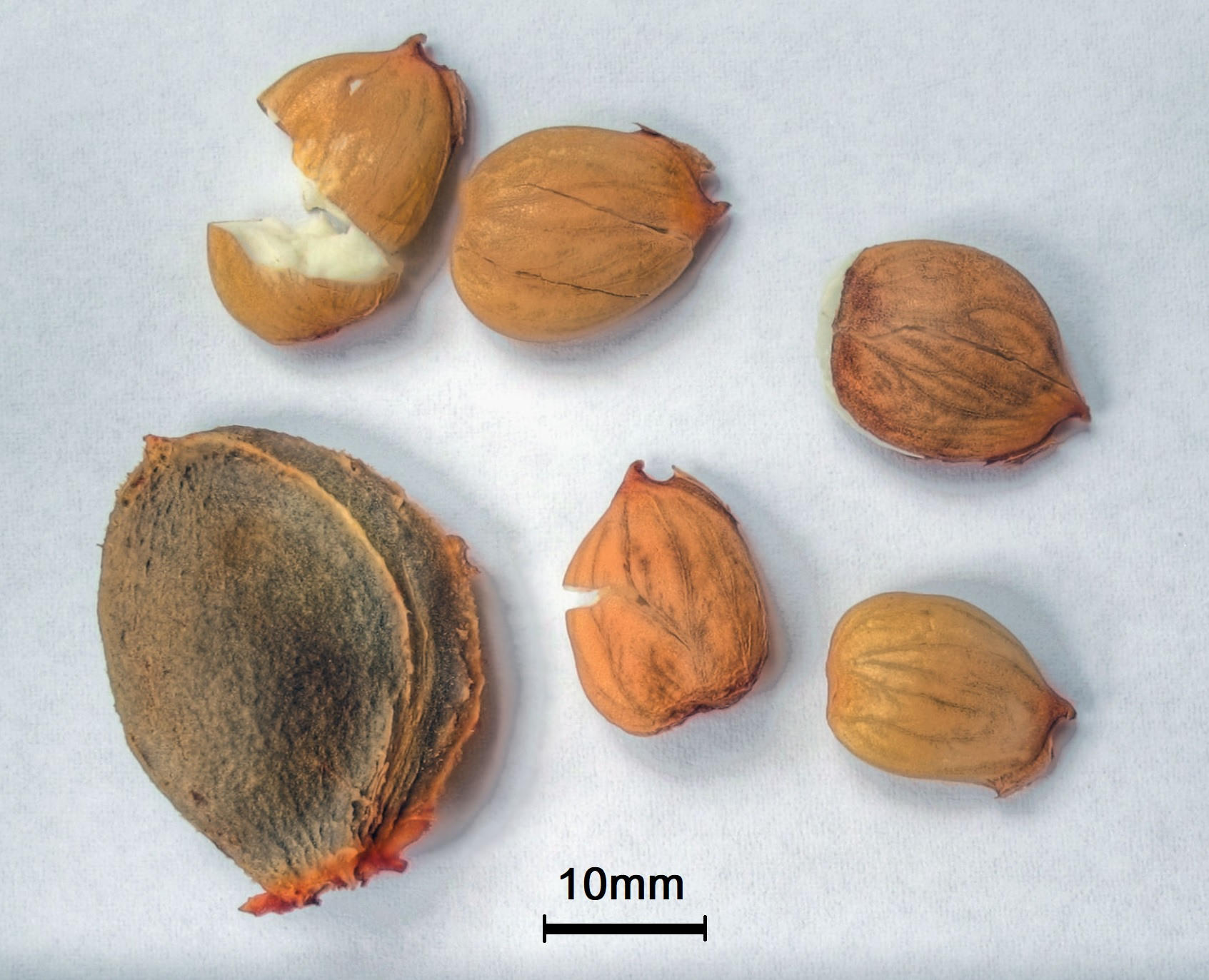
Aprikosenkerne

Allgemeine chemische Struktur von Aprikosenkernöl, einem Triglycerid: (R^{1}, R^{2} und R^{3} sind Alkyl- oder Alkenylreste mit einer meist ungeraden Anzahl von Kohlenstoffatomen), je nach Art der gebundenen Fettsäure (Ölsäure, Linolsäure, Palmitinsäure, Stearinsäure etc.)

Aprikosenkernöl (Aprikosenöl, Marillenkernöl) ist ein aus Aprikosenkernen, also  der inneren Mandel des Steins von Aprikosen gewonnenes Pflanzenöl. 
Der Ölanteil des Aprikosenkerns liegt bei ca. 35 Massenprozent. Aprikosenkernöl enthält in seinen Triglyceriden einen hohen Anteil an essentiellen Fettsäure-Resten sowie Vitamin E. Aprikosenkernöl wird kalt gepresst und in der Regel, sofern es nicht zum Aromatisieren verwendet werden soll, anschließend raffiniert. Aufgrund des hohen Anteils ungesättigter Fette ist es an sich auch für die Ernährung ein sehr wertvolles Öl. Da es aber – ebenfalls auf Grund seiner ungesättigten Fette – schnell ranzig wird, kommen nur kleine Mengen des mild fruchtigen Öls auf den Markt. 

## Inhaltsstoffe
Neben Spuren mehrerer Vitamine enthalten die Triglyceride des Aprikosenkernöl vorwiegend Fettsäurereste, die sich von der Ölsäure und der Linolsäure ableiten:
| Ölsäure | Linolsäure | Palmitinsäure | Stearinsäure | Palmitoleinsäure | Vitamin E          |
| 66,1 %  | 25,3 %     | 5,9 %         | 1,6 %        | 0,6 %            | ca. 34 mg / 100 ml |

Hinzukommen Spuren von Vitamin A, Vitamin B und Niacin. Die Iodzahl liegt zwischen 96 und 109.
Aprikosenkernöl enthält nur sehr geringe Mengen giftigen Cyanwasserstoff (HCN), der aus dem Inhaltsstoff von Steinobstkernen Amygdalin entsteht, da Cyanwasserstoff und Amygdalin nicht fettlöslich sind.

## Verwendung
Der Großteil der Produktion wird nach der Kaltpressung raffiniert. Dadurch geht das charakteristische Aroma zu großen Teilen verloren, während die Lagerfähigkeit zunimmt. Raffiniertes Aprikosenkernöl wird überwiegend in der Kosmetikindustrie zur Herstellung pflegender Salben, Cremes und Shampoos verwendet (INCI: PRUNUS ARMENIACA KERNEL OIL).
Es kann als Ersatz für Mandelöl verwendet werden.